# قناة رؤيا الفضائية
قناة رؤيا الفضائية هي قناة فضائية أردنية خاصة، انطلقت اعتبارًا من 1 يناير 2011  لتنضم إلى الباقة الإعلامية لمجموعة الصايغ والتي تملك خبرة واسعة من خلال ملكيتها وإدارتها لقناة «صانعو القرار» التي تبث من دبي. وتكمن الغاية من إطلاق قناة تلفزيونية جديدة في إيجاد محطة تقوم على رؤية فضائية ذات شكل عصري ورقمي متطور يرقى بمضمون إعلامي عال المهنية والجودة ويلبي اهتمامات وتطلعات المشاهد العربي والمشاهد الأردني في الداخل وفي الخارج، حيث تبث القناة مجموعة متكاملة من البرامج الإخبارية والثقافية والترفيهية الشيقة والمنوعة بمهنية.

## أهداف القناة
تهدف قناة رؤيا إلى إحداث تغيير جذري في نظرة المشاهد الأردني والعربي إلى الإمكانات المحلية، والمساهمة في تكوين فكرة إيجابية لتغطية إعلامية عربية، تمتاز بالدقة والحيادية وتقدم أحدث ما توصل إليه القطاع السمعي البصري من تكنولوجيا. وتعمل قناة رؤيا على نهج يوازن بين الانفتاح العالمي والالتزام بالهوية العربية وما يرافقها من مبادئ وقيَم، فتتيح منبرا للتواصل والتفاعل مع المشاهد يطرح أهم المواضيع الحياتية، لتخاطب جمهورا عربيا من شتى أنحاء العالم ومن مختلف الأعمار والاهتمامات.
تعتمد قناة رؤيا في إنتاجها البرامجي على استوديوهاتها الرئيسية وعلى أحدث المعدات والبنية التحتية المتوفرة في استوديوهات المدينة الإعلامية حيث تستفيد القناة من مساحة إنتاجية داخلية تصل إلى 2500م لبث البرامج الصباحية والمسائية المباشرة وتلقي التغطيات الميدانية والتسجيلات الحيّة. وقد تعاقدت القناة مع شركات مرموقة وخبراء مختصين من الأردن ولبنان تولوا عمليات التنظيم المالي والإداري والهندسي والتسويق والخطط البرامجية والخدمات المساندة بما فيها الديكور والجرافيك والموسيقى والتجهيزات الفنية الرقمية العالية الجودة، بحيث بدأت «رؤيا» من حيث انتهى الآخرون للخروج بمحطة أردنية ذات رؤية فضائية.
تبث قناة رؤيا الفضائية العديد من البرامج، المسلسلات، الأفلام إضافة إلى الحفلات الموسيقية ورسوم الكرتون للأطفال.

## برامج القناة

### الأخبار
تركز الأخبار بالدرجة الأولى على الشأن المحلي من خلال شبكة مراسلين في معظم محافظات المملكة، كما تقدم الأخبار الرسمية للدولة والفعاليات السياسية والشعبية إضافة إلى الأنشطة والفعاليات.
كما تقدم الأخبار من خلال مكتبنا في فلسطين العديد من التقارير، إضافة إلى تقديم الأخبار الخاصة بفلسطين.
بالإضافة إلى ما سبق، تشمل نشرة الأخبار كل من: الاقتصادية، الجوية، الرياضية، أخبار العالم، أخبار الناس، آخر الاشاعات وفقرة الإعلام المجتمعي.
تبث على مدار الأسبوع الساعة 7:30 مساءً
- النشرة الاقتصادية: تتضمن نظرة عامة على أوضاع الاقتصاد المحلي والعربي وتطرح قضايا اقتصادية للنقاش والتحليل باستضافة خبراء وذوي العلاقة، كما تعرض تقارير اقتصادية عن قضايا محلية وعربية، يقدّم النشرة حمدان عايش.
- النشرة الرياضية: تقدم آخر الاخبار الرياضية المحلية، العربية والعالمية، إضافة إلى تقديم تحليل للأحداث الرياضية مع ذوي الخبرة، كما تعرض تقارير رياضية متخصصة ضمن الأحداث التي تتم في الأردن، يقدم النشرة طارق عصفور، سميحة مجدلاوية.
- النشرة الجوية: تُعرض على مدار اليوم ضمن البرامج التالية: دنيا الصحافة، دنيا يا دنيا، حلوة يا دنيا.
- فقرة الإعلام المجتمعي: فقرة يومية تعدها عبير أبو طوق لنشرة أخبار رؤيا التي تأتيكم على مدار الاسبوع الساعة السابعة والنصف مساءً، وفيها يتم رصد أبرز ردود الفعل من المواطنين والمسؤولين على مواقع التواصل الاجتماعي: فيس بوك، تويتر واليوتيوب عن القضايا المحلية، العربية والعالمية، تعدها عبير أبو طوق

كما يتم بث ملخص للنشرة الجوية على رأس كل ساعة، يُعدها المتنبئ الجوي محمد الشاكر – موقع طقس العرب.
برامج رؤيا التي تبث على الهواء مباشرة خلال أيام الاسبوع:

### البرامج
- دنيا يا دنيا:- برنامج تفاعلي، اجتماعي، فيه العديد من الفقرات المتنوعة والتي تجذب اهتمام العديد من المشاهدين على اختلاف أعمارهم وجنسياتهم ودرجات تعليمهم الأكاديمية، يبث البرنامج على الهواء مباشرة من السبت إلى الخميس الساعة 8:30 صباحا ويستمر بفقراته التفاعلية لغاية الساعة 12:30 ظهرا، تقدم البرنامج كل من الإعلاميات الأردنيات: دانا أبو خضر، ميس النوباني، فانيتا الزعبي، روان العلي ورشيد ملحس.
- هذا الصباح: برنامج إخباري، يسلط الضوء على الأخبار المحلية، العربية والعالمية التي يتم تداولها في المواقع الإلكترونية الاخبارية وأيضا الصحف المحلية، يرصد البرنامج أبرز المشكلات والقضايا الخدمية بحيث يفرد لها مساحة للنقاش والتحليل، بالإضافة إلى ذلك يهتم بتسليط الضوء على قصص النجاح للشباب الأردنيين وذلك باستضافتهم في البرنامج للحديث عن إنجازاتهم وإبداعاتهم في المجالات الأكاديمية، البحثية والعملية، يبث البرنامج على الهواء مباشرة من السبت إلى الخميس الساعة 7:30 صباحا ويستمر لغاية 8:30 صباحا، يقدم البرنامج كل من: غادة عمار، ليلى السيد، نور العمد، أشرف شطناوي وعلي أبو عنزة.
- نبض البلد:- برنامج سياسي، تفاعلي، يستضيف في كل حلقة مجموعة من الضيوف المتخصصين في مجالات معينة لمناقشة العديد من القضايا والمواضيع والظواهر المحلية، العربية والعالمية، يقوم البرنامج على الأسلوب التفاعلي والحواري ما بين المذيعين والضيوف إضافة إلى إشراك المشاهدين في الحلقة من خلال إظهار تعليقاتهم وآرائهم على الهواء مباشرة خلال الحلقة من خلال العديد من الوسائل: الاتصالات الهاتفية، الرسائل النصية القصيرة، مواقع التواصل الاجتماعي لرؤيا: فيس بوك وتويتر، يبث البرنامج على الهواء مباشرة من السبت إلى الأربعاء الساعة 8:30 مساء ويستمر لغاية الساعة 9:30 مساء باستثناء بعض الحلقات الخاصة مع ضيوف معينين التي قد يتم تمديدها لوقت إضافي بحسب ما يتطلبه الأمر لاستكمال النقاش والحوار والتفاعل، يقدم البرنامج الدكتور مهند مبيضين ومحمد الخالدي.
- كرفان:- برنامج شبابي، عبارة عن محطة واحدة يتفرع منها العديد من المحطات التي تناقش في كل منها مواضيع معينة تهم الشباب الأردني والعربي، كما يقوم البرنامج على استضافة العديد من الشباب والشابات داخل الاستوديو أو من خلال «السكايب» للحديث عن إنجازاتهم ومواهبهم وإبداعاتهم في المجالات المتنوعة، يضم البرنامج العديد من الفقرات: سنك ماضي، إطلع عن طورك، ما راحت عليك، أصحاب كرفان، طفران ولكن، إلبس وتلبس، آكشن وكت، زهري وأزرق، أسعد تالنت، وصــدرد، وهذه الفقرات تغطي مواضيع متعددة: الأكل، الأزياء والموضة، الإبداعات، الميزانية الشخصية، الأفلام والسينما إضافة إلى العلاقات بين الشباب والصبايا واللقاءت مع المشاهير والفنانين الأردنيين والعرب، يهتم البرنامج بتفاعلات متابعيه وتعليقاتهم خلال الحلقة من خلال قراءة مداخلاتهم وآرائهم خلال الحلقة التي تأتي لفريق البرنامج عبر صفحات مواقع التواصل الاجتماعي الخاصة به على كل من الفيس بوك وتويتر، يبث البرنامج على الهواء مباشرة من الأحد إلى الخميس من الساعة 10:00 مساء ولغاية 11:00 مساء، يقدمه كل من الزملاء: يزيد أبو الفيلات، عمرو جبري، زينة عقل، آية الخياط وأسل الربضي.
- حلوة يا دنيا: برنامج اجتماعي، تفاعلي، ترفيهي، يتخصص باستضافة مجموعة من الضيوف: فنانين، سياسيين، اقتصاديين للحديث إليهم بتسليط الضوء على حياتهم الشخصية والعائلية وإنجازاتهم، كما يشتمل البرنامج فقرة فنية باستضافة فنان / فنانة سواء أردنيين أو عرب ليقدموا وصلة غنائية بتواجد الفرقة الموسيقية بقيادة الموسيقي الأردني يعرب سميرات، يعتبر البرنامج تفاعلي من خلال استقبال آراء ومداخلات وأسئلة المشاهدين خلال الحلقة المتابعين لها عبر مواقع التواصل الاجتماعي الفيس بوك وتويتر ليتم قراءتها خلال الحلقة، يبث البرنامج على الهواء مباشرة كل يوم جمعة في التاسعة صباحا ويستمر بفقراته التفاعلية لغاية الساعة 11:30 ظهرا، يقدم البرنامج رهف صوالحة حتى عام 2017 ثم حلت مكانها ميس النوباني وفؤاد الكرشه.

برامج رؤيا في العام 2015:
- عالم السرعة: برنامج يعرض أحدث التطورات في عالم السيارات، يعرض كل أحد في التاسعة والنصف مساءً.
- تشويش واضح: برنامج ساخر، يناقش مجموعة من القضايا بطريقة فكاهية، يشرف عليه فريق «فوق السادة» الكوميدي، يعرض كل خميس في التاسعة والنصف مساءً.
- راس بطاقية: برنامج واقعي يُعطي لفرق مبلغ ووقت محددين للمنافسة على تنفيذ فكرة من اختيارهم، ومن يحقق أعلى نسبة ربح هو الفريق الرابح، يُعرض كل ثلاثاء في التاسعة والنصف مساءً.
- تلفزيون جديد: سلسلة درامية بطابع كوميدي، مصور بطريقة وثائقية، يعرض كل أربعاء في التاسعة والنصف مساءً.
- رحالة Selfie: برنامج سياحي كوميدي يهدف لتسليط الضوء على الأماكن السياحية في الأردن المعروفة وغير المعروفة، يُعرض كل خميس في التاسعة والنصف مساءً.

برامج رؤيا السابقة:
- حكي جرايد:- برنامج إخباري يسلط الضوء على القضايا التي تهم المجتمع المحلي والعربي بأسلوب كوميدي ساخر. يبث البرنامج كل يوم ثلاثاء الساعة 9:30 مساء ويستمر لغاية الساعة 10:00 مساء، البرنامج لكل من: أحمد سرور، أمجد حجازين، كريست الزعبي، إبراهيم نوانبه.
- ليش لأ؟:- برنامج شبابي، يشجع الشباب الإقبال على الوظائف المتوفرة ولكن لا يوجد عليها طلب، وذلك من خلال استضافة معروفة بالمجتمع ومحبوبة من قبل الشباب للقيام في هذه الوظائف على طريقة تلفزيون الواقع، يبث البرنامج كل يوم أربعاء الساعة 9:30 مساء ويستمر لغاية 10:00 مساء، ويتم في نهايته الإعلان عن مجموعة من فرص العمل برواتب وامتيازات تشجع الشباب للالتحاق بالعمل، تقدم البرنامج الزميلة ليلى السيد.
- اكسترا تايم Extra time:- برنامج رياضي، يطرح أهم القضايا الرياضية المحلية للنقاش بصحبة أبرز المحللين الرياضيين وبمشاركة من المشاهدين من خلال تفاعلهم المباشر خلال الحلقات عبر الاتصالات الهاتفية، كما يستعرض البرنامج أهم الأخبار المحلية والعربية والعالمية التي تحدث خلال اليوم، يبث البرنامج على الهواء مباشرة من السبت إلى الخميس من الساعة 11:00 مساء ويستمر لغاية الساعة 11:30 مساء، يقدم البرنامج الزميل طارق عصفور.

### فترة الأطفال
يُعرض على رؤيا برامج تناسب الأطفال بالفئات العمرية المختلفة خلال الفترة الصباحية 6:30 ومساءً 2:30 مساءً.

### المسلسلات الدرامية
تُعرض المسلسلات على رؤيا من الأحد إلى الخميس، والأعمال الدرامية التي تعرض حاليا (ابن حلال، مدينة النانرج) وسابقا عرضنا (المسلسل التركي زينب، المسلسل السوري التغريبة الفلسطيني، سر علني، الزوجة الرابعة، في حضرة الغياب وفرقة ناجي عطا الله).
- برنامج منا وفينا يعرض تقارير ينتجها طلبة الجامعات في عدد من المحافظات، وهي الآن: الكرك، معان، الزرقاء وقريبا اربد، وفيها ينقل الطلبة قضايا وأحداث تدور في مجتمعاتهم، كما يستعرضون قصص النجاح والإنجازات التي تتم على مستوى المحافظة. يقدم البرنامج علي أبو عنزة.
- برنامج البعد الرابع: يعرض تحقيقات وتقارير معمقة عن قضايا محلية، يتم طرحها بتناول القضية من كل جوانبها باللقاءات مع ذوي العلاقة والمختصين، وهو من تقديم الإعلامية رائدة حمرا.
- برنامج يا سلام: برنامج فني، يستضيف فيه المطرب إيهاب توفيق في كل حلقة ضيف من الوسط الفني ويطرح عليه مجموعة أسئلة تتضمن أسئلة شخصية، عامة ويجب أن يجب عليها الضيف بصراحة. ويعرض كل أحد الساعة 9:30 مساءً.
- برنامج شرقي غربي: برنامج موسيقي يعرض أعمال مجموعة من الفرق الموسيقية سواء محلية أو عربية. يعرض كل خميس الساعة 9:30 مساءً.

### الافلام والبرامج الاجنبية
- الأفلام الاجنبية: تعرض أفلام أجنبية يتناول قضية ما، وتناسب شرائح عمرية مختلفة، يعرض كل جمعة الساعة 11:00 مساءً
- البرامج الأجنبية: سي إس آي وهو مسلسل أجنبي، يتضمن تحقيقات وكل حلقة تتضمن قصة مختلفة. يعرض من الأحد إلى الخميس 12:30 بعد منتصف الليل.

### الحفلات
يتم عرض حفلات فنية لمطربين أو فرق، من حفلات أُقيمت في الأردن. حيث تعرض حفلة فنية كل جمعة الساعة 9:00 مساءً

### برامج رؤيا الكوميدية في رمضان 2013
في رمضان 2013، عرضت رؤيا العديد من البرامج الكوميدية التي شارك فيها مجموعة كبيرة من الشباب الأردنيين المبدعين في مجالات: الغناء، التمثيل، الإخراج، الكتابة وغيرها، ومن هذه البرامج:
- فنجان البلد: برنامج فلسطيني كوميدي تناول اجتماعيات البلد وما يحصل في البلد من أمور تستدعي الوقوف لتسليط الضوء عليها.
- في ميل: مسلسل كوميدي بطولة الكوميديان رجائي قواس والفنانة تيما الشوملي. في الموسم الأول منه تم تناول العلاقات بين الشباب والفتيات عبر مواقف مضحكة. أما في الموسم الثاني فقد تم تغيير الأدوار حيث رجائي سيكون الزوج الذي سيبقى في المنزل وسوف تكون تيما الزوجة الموظفة الناجحة الطموحة، الذين واجهوا العديد من المواقف المضحكة بمشاركة عائلاتهم وأصدقائهما.
- أنا بحكيلك القصة: كوميدي كرتوني تناول عدد من الأعمال الفنية المشهورة، حيث استخلص منها زبدة موضوعها وتكوينها على شكل رسومات كوميدية مبسطة، وقدمها بشكل جديد وكوميدي.
- رانيا شو: سكتشات نسائية كوميدية، قدمت نظرة ساخرة على حياة خمسة نساء عربيات مختلفات، يحملن لهجات وهن من جنسيات عربية مختلفة، ولكل منهن قصة. والشخصيات الخمسة في رانيا شو:

أم رامي: امرأة رياضية، تنافسية بشكل مبالغ به، تحاول دائماً الضغط على رامي ليكون الأول في كل شيء كما أمه، تضع نفسها في منافسة مع الجميع وتضع جهد مبالغ به لتحقق الفوز دائماً.
مدام غاليا: امرأة في الأربعينيات، سيدة مجتمع تهتم بالمظاهر بحيث تضع نفسها في مواقف محرجة بسبب شغفها لمجاراة آخر موضة وأحدث الصيحات، تتوقع من زوجها انقاذها من الإحراج الذي تضع نفسها فيه.
أروى: موظفة استقبال في عيادة طبيب، وهي في بحث دائم عن عريس أيا كانت مواصفاته من خلال زوار العيادة ومحاولة الإيقاع بهم من خلال أسئلة معتادة تدعي أنها اجراءات روتينية للعيادة.
ساشا: مغنية ذو طابع رخيص، آتية من النوادي الليلية بحثاً عن مستوى آخر من الشهرة، مدعمة ببعض عمليات التجميل وتغيير اللهجة والمظهر، والدتها ترافقها لأدارة أعمالها.
أوللا: امرأة سوقية متزوجة من رجل نصاب يحاول استعمال مظهرها ومهاراتها للوصول إلى المال.
- أبو محجوب: مسلسل رسوم متحركة ثلاثية الأبعاد يعالج في كل حلقة قضية اجتماعية أو سياسية أو ظواهر ساخرة من وحي البيئة المحلية الأردنية والعربية معاً.
- الجار قبل الدار: سكتشات كوميدية سلطت الضوء على الاختلاف الثقافي بين الغرب والشرق من خلال حياة اثنين من الجيران، أحدهما أمريكي والآخر أردني يدخلون دائما في مواقف طريفة بسبب عدم القدرة على التفاهم.
- N2o برنامج كوميدي قدمه نجوم شباب كوميديين، قدموا في كل حلقة موضوع مختلف بطريقة كوميدية.
- حكي قطايف: الموسم الرمضاني من حكي جرايد ولكن بنسخة يومية خفيفة، وفيه تم تقديم الحلقات بتناول مواضيع رمضانية وقضايا محلية بطريقة كوميدية.
- شرش الطول: برنامج كوميدي، اصطحب الجمهور في جولة إلى طفولتهم وأعاد إحياء أيام السبعينيات والثمانينينات، من خلال الحديث عن سلع، عادات ومواد كانت تستخدم في تلك الفترة.
- فوق السادة: برنامج شبابي أردني قامت حلقاته على معاينة المجتمع بمختلف مشاكله بطريقة السخرية والكوميديا الهزلية.
- نكت شوارع: برنامج كوميدي تقديم الكوميديان محمد اللحام للبحث عن نكت خلال جولته في الشوارع والأماكن المختلفة داخل الأردن والعالم العربي والعالم ككل.

### برامج رؤيا الكوميدية في رمضان 2012
- صد رد: برنامج كوميدي ساخر يتحدث عن الواقع العربي وواقع الشباب وهمومهم ومشاكلهم بطريقة كوميدية.
- وأنا كمان: برنامج كوميدي ساخر يتحدث عن الظواهر السلبية في المجتمع ويقدم حلول لها، انطلاقا من قدرة كل فرد في المجتمع على احداث التغيير الإيجابي.
- حكي جرايد: برنامج إخباري يسَلط الضوء على القضايا التي تهم المجتمع المحلي والعربي بأسلوب كوميدي ساخر
- بث بياخة: مسلسل كوميدي عربي أردني، قدم فيه الممثلين سكتشات كوميدية تعالج الواقع المحلي بطريقة بسيطة ومضحكة.
- أبو ماريو: في كراج لا يعرف المستحيل، ميكانيكي واحد يتحدى المصاعب، ويقدم حلول بطريقة كوميدية
- نشمي مان: هاني شاب فقير، يعمل كنترول باص خط (عمان - صويلح)، قد يبدو عليه أنه شخص عادي كأي شخص آخر ولكن هاني «نشمي مان» لديه قوى خارقة هائلة بغض النظر عن ظروف الحياة الصعبة التي يواجهها، فهو يحاول دائما التصرف بطريقة الصحيحة.

## الموقع الإلكتروني
يتميز موقع القناة بإمكانية مشاهدة أي حلقة لبرامجها عن طريقه في أي وقت ويتصل عن طريق اليوتيوب
الموقع الاخباري
ينشر الموقع على مدار الساعة الأخبار، والتقارير الميدانية والقضايا المحلية، العربية والعالمية، كما ينشر مجموعة من المقالات الصحفية إضافة إلى الزوايا الثابتة والتي يتم فيها تجسيد مفهوم المواطن الصحفي.